# فتح أباد (نظر أباد)
فتح أباد هي قرية في مقاطعة نظر أباد، إيران. عدد سكان هذه القرية هو 32 في سنة 2006.